# 우마무스메 프리티 더비
《우마무스메 프리티 더비》(ウマ娘 プリティーダービー)는 일본의 소셜 게임 등을 서비스하고 있는 회사 Cygames에서 발매한 스마트폰용 비디오 게임과 해당 게임을 중심으로 한 미디어 믹스 컨텐츠이다. 약칭은 “우마무스메(ウマ娘)”이다. 장르는 부분 유료화인 육성 시뮬레이션 게임으로 경주마를 모에화한 캐릭터인 ‘우마무스메’를 육성해 ‘트윙클 시리즈’라고 불리는 레이스에서 승리하는 것을 목표로 하는 내용이다.
앱 게임은 2021년 2월 24일에 서비스를 시작했다.

## 역사

### 게임 출시 이전[3]
- 2016년 3월 26일, 우마무스메 프리티 더비 프로모션 무비 공개
- 2017년 12월 16일, 게임 "우마무스메 프리티 더비"의 티저 영상 제 1탄이 공개
- 2018년 3월 25일 , 게임 사전 등록 개시, 사전 등록 캠페인 시작
- 2018년 4월, TV 광고 "타케 유타카 프로모터 취임"편, "사전 등록 시작"편 방송 시작
- 2018년 5월 25일, 세임 사전 등록 인원 25만명 돌차, 사전 등록 캠패인 2R 시작
- 2018년 7월 2일, 신규 TV 광고 "목장'편 방송, 제 3탄 트레일러 동영상 공개, 서비스 시작 시기를 2018년 겨울 예정으로 발표
- 2018년 7월 19일, 사전 등록자 30만 명 돌파
- 2018년 12월 15일, 게임 출시 시기 무기한 연기
- 2019년 5월 8일, 포털 사이트 내 일부 캐릭터 비주얼 변경 공지
- 2020년 12월 19일, 게임 출시 예정일이 2021년 2월 24일로 결정, 광고 "누구보다 빠르게 달리고 싶다"편 공개, 사전 등록 사이트 리뉴얼, 사전 등록자 45만 명 돌파
- 2021년 2월 22일, 개별 스토어에서 앱 다운로드 시작, DMM GAMES 버전 사전 등록 개시, 사전 등록자 60만 명 돌파

### 게임 출시 이후[4]
- 출시 직후 구글 플레이와 애플 앱스토어에서 나란히 인기 순위 1위에 올랐다[5]

## 기타

### 2차 창작 규제
해당 작품에 등장하는 캐릭터들은 실제 존재했거나, 존재하는 경주마들을 모티브로 하고 있어 작품의 공식 사이트에서 안내문으로 주의를 호소하고 있다.
이와 관련된 사례로, 니시노 플라워와 세이운 스카이를 소유하고 있는 마주인 니시야마 시게유키(西山茂行)가 2021년 4월 23일 자신의 트위터에서 우마무스메의 2차 창작에 관해 성인물을 포함하는 듯한 발언을 하였다가 일부 사용자가 “경주마의 이미지를 크게 손상시킬 수 있는 표현을 포함하여 무엇이든”으로 이해였다는 발언이 이어지자 니시야마는 기존의 입장을 철회한 뒤, 해당 말들에 대한 2차 창작을 엄격히 금지할 것이라 언급하였다가, 이후 전 연령 게임이므로 전 연령 2차 창작은 허가하나 성인물적인 2차 창작은 금지하겠으며, 이후의 가이드 라인은 운영사 지침을 준수해 주길 바란다며 이야기를 마무리 지었다.

### 한국 서버의 차별적 운영과 마차 시위
우마무스메의 한국 서버가 일본 서버에 비해 중요 이벤트를 훨씬 늦게 공지하는등 소통이 부실하고, 각종 카드와 재화 지급도 부족하다는 논란이 확산되어
이용자들은 카카오게임즈 측이 한국 게이머를 차별하고 있다며 항의 문구를 적은 마차를 경기 성남시 사옥 앞으로 보내는 ‘마차 시위’를 지난 29일 진행했다.

### 극장 재편집판
동일 세계관의 극장판 방영 2주 전인 2024년 5월 10일. 극장판용으로 재편집된 본작이 극장판 방영 직전까지 2주 동안 기간 한정으로 상영될 예정이다. 배급은 TOHO animation이 맡는다. 신규 컷을 추가해서 재편집한 것임이 밝혀졌다.
대한민국에서도 우마무스메 2주년 공식 방송에서 극장판과 더불어 2주간의 특별 상영이 결정되었다는 것이 확정되었다. 상영일자는 2024년 6월 27일부터 2주간. 상영관은 메가박스로 결정되었다.